# 장기항 (고성군)
장기항은 경상남도 고성군 동해면 장기리에 있는 어항이다. 2002년 8월 6일 어촌정주어항으로 지정하여 관리하고 있다. 시설관리자는 고성군수이다.

## 어항 구역
- 수역: 장기선착장에서 장기 천해지조선 옆 선착장을 연결한 선내수면
- 육역: 경남 고성군 동해면 장기리 291-13번지 외 3필지

## 어항 시설
- 호안 165m, 선착장 122m

## 주요 어종
- 굴, 감성돔, 도다리, 갯가재, 물매기, 바지락 등